# Herzogtum Łęczyca

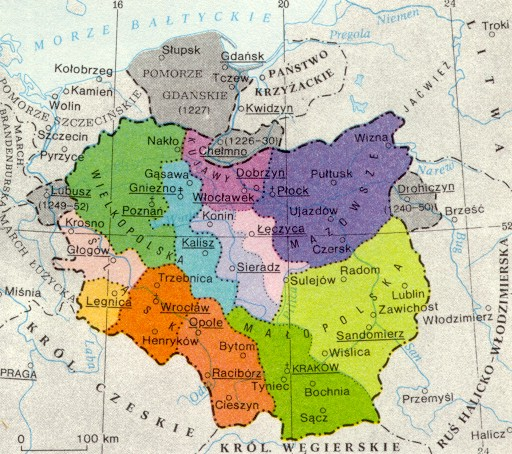
Herzogtum Łęczyca um 1250 (rose und grau)

Das Herzogtum Łęczyca (polnisch Księstwo łęczyckie, lateinisch Ducatus Lanciciensis) war ein Teilfürstentum Polens von 1231 bis 1352 mit der Hauptfeste Łęczyca.

## Geschichte
Das Land Łęczyca war bereits in den Jahren von 1138 bis 1144 als Witwenteil von Salome von Berg ein eigenständiges Herzogtum. Nach ihrem Tod fiel es wieder an die Senioratsprovinz Krakau.
1231 schuf Herzog Konrad von Masowien unter Abspaltung aus dem Senioratsherzogtum das Herzogtum Łęczyca aus den Provinzen Land Łęczyca, Land Sieradz und weiteren kleineren Ländereien. 1241 wurde das Herzogtum beim Ersten Mongolensturm geplündert. 1264 wurde das Herzogtum Sieradz aus dem Herzogtum Łęczyca ausgegliedert. 1352 starb der letzte Herzog von Łęczyca Władysław der Krumme und das Herzogtum fiel als erledigtes Lehen an das Königreich Polen, wo es in die Woiwodschaft Łęczyca umgewandelt. Sein Schloss wurde zum Königsschloss der letzten Piasten.

## Herzöge
- Konrad von Masowien 1231–1247
- Kasimir von Kujawien 1247–1267
- Leszek der Schwarze 1267–1288
- Władysław I. Ellenlang 1294–1300 und 1306–1327
- Wenzel II. (Böhmen) 1300–1305
- Wenzel III. (Böhmen) 1305–1306
- Boleslaus Dobrin 1327
- Władysław der Krumme 1327–1352